# Cincinnati Open
Il Cincinnati Open, noto anche come Cincinnati Masters e come Western & Southern Open per ragioni di sponsorizzazione,  è un torneo di tennis professionistico maschile e femminile che si gioca negli Stati Uniti. Il torneo maschile appartiene alla categoria ATP Tour Masters 1000, ovvero la categoria più importante dopo i tornei del Grande Slam e le ATP Finals, così come quello femminile che appartiene alla categoria WTA 1000. La competizione si svolge sui campi in cemento del Lindner Family Tennis Center a Mason, un sobborgo della città di Cincinnati (Ohio), nel mese di agosto.

## Storia
Il torneo iniziò nel 1899 con il nome di Cincinnati Open. Il termine Open non si riferiva all'apertura ai professionisti, ma all'apertura del torneo ai non residenti a Cincinnati. Nel 1901 assunse il nome storico di Tri-State Tennis Tournament con lo scopo di attrarre tennisti dagli stati limitrofi all'Ohio, che manterrà fino al 1968, pur aggiungendogli "Patriotic" durante la seconda guerra mondiale e "International" negli anni sessanta per far partecipare più tennisti internazionali. Dopo che l'United States Tennis Association (USTA), la federazione tennistica statunitense, ebbe votato a favore del passaggio all'era Open nel febbraio 1968, il torneo cambiò nome nel 1969 in Western Tennis Championship in riferimento al distretto "western" dell'USTA in cui aveva sede per poi cambiare in ATP Championship nel 1979 e dopo un breve cambio nel 2000–01 in Tennis Masters Series Cincinnati in onore alla formula dei Masters introdotti, inglobò il suo nome originario dell'era Open con quello dello sponsor passando a Western & Southern Financial Group Masters per il maschile ("Masters" cambiato in "Women's Open" per il femminile), dal 2011 abbreviato semplicemente in Western & Southern Open.
L'evento si svolse originariamente all'Avondale Athletic Club, che era proprietà della Xavier University su una superficie definita "polvere di mattoni" ("brick dust") con incontri al meglio dei tre set, e le finali dei singolari e doppi maschili, femminili, e del misto al meglio dei cinque. Nel 1902 venne ridotta la finale femminile al meglio dei tre set e introdotto per la prima volta un trofeo il "Governor Bowl" (prima venivano assegnati oggetti di valore ai vincitori). Vi era la tradizione di far ritirare il trofeo al vincitore di tre edizioni anche non successive, motivo per cui il torneo si trovava senza trofeo e doveva commissionarne uno nuovo (tradizione terminata nel 1958 dopo il "Governor Bowl" ritirato nel 1906, "Charles deCamp bowl" nel 1909, il "Cincinnati Trophy" nel 1927. il "Wilfred M. Tyler Bowl" nel 1938, il "Cincinnati Bowl" (di nuovo) nel 1947, e il "Boyd B. Chambers Memorial Trophy" nel 1958). 
Il torneo venne spostato già nel 1903 al Cincinnati Tennis Club dove verranno disputate complessivamente 54 edizioni su terra, (superficie ufficiale fino al 1966). Successivamente divenne un torneo piuttosto itinerante con sedi anche esterne come quelle di Indianapolis (1914, 1917, 1919), Fort Wayne (1920), e anche nella città di Cincinnati passò per diversi impianti dall'Hyde Park Tennis Club (1922–26), al Kenwood Country Club (1934) dove le finali dei doppi maschili e femminili, impossibilitati ad essere giocati per la pioggia, vennero decisi per lancio della moneta, e al su menzionato Cincinnati Tennis Club dove si giocherà ininterrottamente dal 1936 al 1966. Il doppio misto venne giocato per l'ultima volta nel 1942 (verrà ripreso nel 1999 solo per la categoria Senior). Nel 1967, causa la diatriba fra tennisti professionisti e dilettanti, il torneo venne spostato sui campi in cemento dell'Università di Cincinnati, e le successive quattro edizioni al Cincinnati Tennis Club dove si giocherà per l'ultima volta. Nel 1972 si giocò per la prima volta con l'illuminazione notturna sui campi del Queen's City Racquet Club di Sharonville, Ohio. A causa di problemi di sponsorizzazione l'edizione del 1974 fu ristretta ai soli uomini come non accadeva dal 1919 e giocata per la prima e unica volta interamente sui campi indoor Supreme al Cincinnati Convention Center. L'anno successivo si spostò quindi sui campi in cemento del Tennis Club di Coney Island, quartiere di Cincinnati, poi su quelli in terra ivi presenti dal 1976 al 1978. 
Nel 1979 avvenne il cambio definitivo di sede portando il torneo a Mason, nell’impianto Lindner Family Tennis Center, con un nuovo nome per il torneo e il ritorno definitivo a campi in cemento. Successivamente vennero costruiti altri due stadi, facendo del Cincinnati Open il solo torneo oltre a quelli del Grande Slam a possedere tre grandi campi: il Center Court, il Grandstand Court e il Court 3.
Nel 2004 grazie all'intervento dell'azienda promotrice di eventi tennistici, Octagon, venne riportato definitivamente il tennis femminile nel torneo, comprando la licenza dal torneo di Bol in Croazia.
Nell'agosto del 2008 il torneo maschile è passato nelle mani della USTA, proprietaria anche dello US Open.
Nel 2020, a causa della pandemia di COVID-19 il torneo venne giocato a Flushing Meadows, in New York sui campi dell'US Open. Nello stesso anno viene completato il rifacimento e il cambio della superficie della sede di Mason passando dal Deco-Turf II, in uso dal 1979, a quella nuova e adottata anche dallo Slam statunitense, del Laykold. Nel 2023 viene cambiato fornitore ufficiale della superficie di tennis, passando a Greenset.
Dal 1975 il torneo è guidato da Paul M. Flory, chairman e capo esecutivo della Procter & Gamble. È famosa la generosità di quest'uomo che dona molti milioni dei proventi del torneo in beneficenza, soprattutto al Cincinnati Children's Hospital Medical Center e al Charles M. Barrett Cancer Center at University Hospital.
È stato votato dai tennisti come miglior torneo di categoria nel 1986, e della categoria Premier nel 2014.
Bill Talbert ha il record di vittorie combinate (singolare e doppio nello stesso anno) tre, nel 1943, 1945 e 1947 fra gli uomini, mentre Clara Louise Zinke lo detiene fra le donne con ben 4 vittorie (1927, 1928, 1930, 1931). Nel 1931 Zinke ha vinto tutte le discipline (singolare, doppio e doppio misto) così come aveva fatto May Sutton nel 1906, e fra gli uomini Raymond Little nel 1901.

## Albo d'oro
- Cincinnati Open (singolare maschile)
- Cincinnati Open (singolare femminile)
- Cincinnati Open (doppio maschile)
- Cincinnati Open (doppio femminile)
- Cincinnati Open (doppio misto)